# Cadavre non identifié

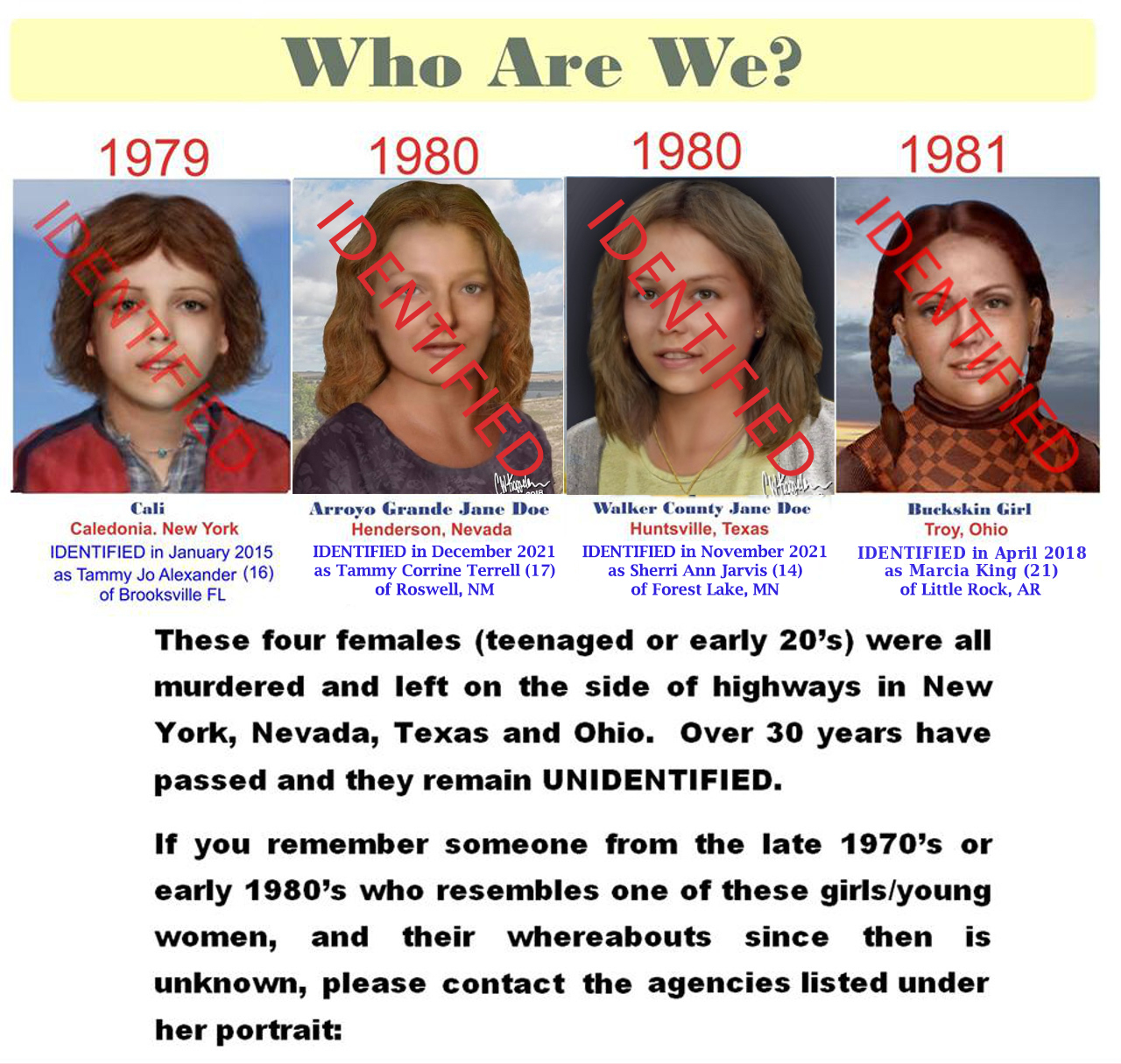
Affiche américaine donnant des informations sur des victimes non identifiées : Tammy Alexander (identifiée en 2015), Tammy Terrell (identifiée en 2021), Sherri Jarvis (identifiée en 2021) et Marcia King (identifiée en 2018)

Cadavre non identifié et corps non identifié sont des termes utilisés pour décrire le cadavre d'une personne dont l'identité ne peut être établie par la police scientifique ou la médecine légale.
Parfois, plusieurs années s'écoulent avant que l'identité de certains cadavres ne soit connue, et dans certains cas, ils ne sont jamais identifiés. Un corps peut rester non identifié en raison d'un manque de preuves, de l'absence de pièce d'identité et de multiples causes (SDF morts de froid, militaires engagés dans des combats, migrants, victimes de catastrophe naturelle)
Lorsque les restes sont abîmés ou mutilés au point que le corps n'est pas reconnaissable, le visage peut être reconstruit pour montrer à quoi il ressemblait avant la mort. Une personne non identifiée peut être désignée par le pantonyme "X" en France, "Doe" dans les pays anglo-saxons.

## Importance et circonstances
L'identification des cadavres représente un problème social important, non seulement en justice criminelle, mais aussi en termes économiques et psychologiques pour les familles de personnes disparues : deuil difficile en l'absence de corps, blocage des salaires et pensions, non-paiement des assurances décès, problèmes d'héritage, remariage impossible du conjoint survivant, .
En pratique, il existe deux types de situation de difficulté très différentes :
- L'identification comparative, où une identité est supposée. C'est le cas d'un cadavre retrouvé dans le cadre d'une enquête de personne disparue. Il s'agit de comparer l'état du cadavre avec les données connues de la personne disparue.
- L'identification reconstructive, où aucune identité ne peut être supposée. Il s'agit alors d'établir des critères : datation et causes de la mort, déterminations du sexe, de la taille, de l'âge. La détermination d'un type ethnique ou de la « race » est rarement nécessaire, elle reste peu fiable et imprécise. Le but est d'obtenir la liste la plus courte possible des personnes disparues correspondant à ces critères pour retourner à la première situation d'identification comparative[4].

### Données internationales
À l'échelle mondiale, l'identification des cadavres représente un fardeau humanitaire de plus en plus lourd, nécessitant une collaboration internationale et une mise en commun des ressources pour une meilleure justice sociale,.
Chaque année, il y a environ 40 000 cadavres non identifiés aux États-Unis ; en France, de 1 000 à 3 000 personnes retrouvées mortes ne sont pas identifiées, et jusqu'à plusieurs millions dans le monde selon une estimation publiée en 2023. Il s'agit d'estimations, car les données publiées sont le fait d'instituts loco-régionaux : France (Garches, Montpellier), Italie (Milan), Inde (Calcutta), ce qui n'est pas forcément représentatif d'une situation nationale.
Les comparaisons internationales sont difficiles, d'abord en raison de la rareté des publications sur ce sujet : sur la période 1998-2022, 24 publications de qualité ont été retenues, en provenance de 10 pays seulement. Ensuite en raison d'une absence de terminologie internationale (définitions standards) : par exemple, selon les pays, le terme corps non identifié est parfois confondu avec celui de corps non réclamé par des proches pour diverses raisons : de l'incapacité de payer des obsèques (corps identifié), jusqu'à l'absence de proches connus (corps non identifié).
La mise en œuvre des procédures d'identification nécessite des moyens techniques et en personnel, ce qui représente un coût économique dans un cadre législatif adapté. Seuls les pays les plus développés en disposent, aussi le taux de corps qui restent non identifiés est fréquemment attribué au statut socio-économique du pays. Des pays comme l'Inde ou l'Afrique du sud ont des taux beaucoup plus élevés que les États-Unis ou les pays de l'Union Européenne : par exemple, moins de 1 % aux États-Unis et en France, et plus de 20 % en Inde.
Aux États-Unis, le corps peut ne pas être identifié si le décès a lieu dans un État où la personne n'est pas enregistrée ; en outre, dans de nombreux cas, les adolescents en fugue peuvent être retirés des fichiers de personnes disparues, lorsqu'ils atteignent l'âge de 18 ans, ce qui élimine la possibilité de les retrouver par ce moyen.
En France, les disparitions de personnes majeures ne sont a priori pas considérées comme inquiétantes.

### Circonstances
Dans le monde, les cadavres qui restent non-identifiés sont typiquement des hommes de 30 à 50 ans, morts le plus souvent par accident, et appartenant à des groupes vulnérables de bas statut socio-économique, avec peu de lien social  (sans abris, migrants…). Ce sont des personnes en âge de travailler qui quittent leur famille rurale pour aller vivre dans des mégapoles (migration urbaine, nationale ou internationale). Selon l'Organisation internationale pour les migrations, près de 60 % des cadavres de migrants restent non identifiés.
Les deux voies internationales les plus meurtrières sont la traversée de la Méditerranée et la frontière mexicaine avec les États-Unis,. En Inde et en Afrique du sud, les accidents routiers et ferroviaires sont attribués à un défaut législatif sur la sécurité des transports.
Chez les sans-abris non-identifiés, le décès est plutôt lié à des intoxications, l'usage de drogues ou des maladies non traitées comme l'infection à VIH.
Le nombre de cadavres non-identifiés est en croissance continue dans le monde, ce serait une crise globale sanitaire, voire une « catastrophe silencieuse ». À la migration de masse (raisons économiques et climatiques) s'ajoutent les catastrophes naturelles et désastres humanitaires, les maladies et les violences (crimes et conflits armés). Dans les pays en développement qui n'ont pas ou peu de moyens d'identifications, les victimes sont souvent enterrées en fosse commune en l'absence de tout cérémonial religieux ou culturel.

## État du cadavre

### Décomposition
Un corps peut ne pas être identifié s'il se trouve dans un état de décomposition avancé ou présente des blessures importantes au visage.
Beaucoup de corps, trouvés longtemps après la mort, sont significativement décomposés. La décomposition des tissus mous modifie considérablement les traits du visage et peut aussi empêcher l'identification par empreintes digitales. Les conditions environnementales sont un facteur important dans ce processus : plusieurs mois après la mort, on peut n'observer que peu de décomposition, si le corps se trouvait dans un endroit froid. Inversement, des corps retrouvés dans des endroits chauds, même peu de temps après la mort, voient rapidement leurs caractéristiques altérées.
L'intervention de charognards est également très délétère.
Une température élevée peut parfois entraîner une momification du cadavre, les tissus échappant à la décomposition initiale. Mais les traits sont déformés. Un exemple est la « princesse perse (en) », momie d'une jeune femme morte vers 1996 et réapparue en octobre 2000 au Pakistan,.
En 1994, à Idar-Oberstein (Allemagne), un homme était mort depuis plusieurs mois quand on a retrouvé son corps ; pourtant, à certains endroits, sa peau n'était pas détériorée et des tatouages ont été trouvés et utilisés pour l'identification.

#### Putréfaction
La putréfaction se produit lorsque des bactéries décomposent les restes ; la fermentation des tissus produit des gaz qui déterminent un gonflement et la décoloration du cadavre. Dans le cas de la famille Rogers, assassinée en 1989 par Oba Chandler, les corps étaient immergés, mais les gaz produits les ont fait gonfler et revenir flotter en surface. Ils n'étaient morts que depuis peu, mais déjà fortement décomposés et méconnaissables, en raison d'une putréfaction rapide sous l'eau et à des températures relativement élevées. Par la suite, c'est en ayant recours aux dossiers dentaires que les identifications ont pu être faites.

#### Squelette
L'étape squelettique correspond à la décomposition complète des chairs ; les os — et éventuellement quelques tissus — sont tout ce qui est retrouvé, généralement après un délai important entre la mort et la découverte du squelette (à ce stade, on ne parle plus de 'cadavre'). Dans ce cas, il est impossible de relever les empreintes digitales (sauf dans de rares cas de momification).
Des restes squelettiques partiels vont limiter les informations disponibles. Par exemple, le crâne partiel d'une femme trouvé à Francfort (Allemagne) était insuffisant pour estimer sa taille ou son poids.
On procède à la reconstruction faciale des personnes dont les restes sont réduits à l'état de squelette quand la consultation des dossiers dentaires et des bases de données ADN a échoué.

### Traumatismes, blessures
Certains corps ont subi un traumatisme qui altère considérablement leur apparence, en particulier les victimes d'accidents de la route ou de mort violente. Une expression faciale, souvent de douleur, peut défigurer complètement le visage, lequel présentera une expression jamais vue par le public en général, ni même par ceux qui ont vu la personne de son vivant.
Ainsi, une tête décapitée n'a pas pu être reconnue.
De nombreux cadavres dont la tête n'a pas été retrouvée restent non identifiés, comme dans le mystère de Whitehall à Londres en 1888.

### Brûlures
Souvent, quelqu'un qui essaie de dissimuler un corps tente de le détruire ou de le rendre méconnaissable.
En 2006, la personne à ce jour non identifiée et surnommée «Yermo John Doe» a été tuée environ une heure avant d'être retrouvée, mais toute reconnaissance s'est avérée impossible.
Lorsque Lynn Breeden, un mannequin canadien, a été assassinée et enflammée dans une benne à ordures, son corps a été si profondément brûlé que l'analyse ADN et celle de ses empreintes digitales étaient impossibles. Elle a été identifiée par comparaison de sa denture avec ses dossiers dentaires, et grâce à de l'ADN extrait de son sang trouvé ailleurs.
En 1934, le corps de Linda Agostini (en) a été trouvé brûlé près d'Albury (Australie). Ses restes ont été identifiés dix ans plus tard par comparaison dentaire (en).

## Procédés d'identification
Lors d'épisodes particulièrement meurtriers des conflits armés, tous les corps des victimes militaires ne sont pas identifiables. Une tombe du Soldat inconnu contient les restes d'un soldat tué au combat et non identifié, qui représente tous les morts du conflit.
En France, chaque année, de 1 000 à 3 000 personnes retrouvées mortes ne sont pas identifiées, On ne procède à des analyses que dans les cas de mort suspecte, sur demande de la justice (réquisition du procureur de la République). Des associations demandent que sur tout corps non identifié des relevés d’empreintes digitales, génétiques et dentaires (en) soient obligatoirement effectués avant l'inhumation. Depuis 1996 en France, il existe une possibilité d’inscription dans le Fichier des personnes recherchées : « Sont inscrites, à la demande des services et unités de police judiciaire ou des autorités judiciaires, les personnes faisant l'objet d'une recherche pour les besoins d'une enquête de police judiciaire […] en cas de découverte de personnes décédées […] non identifiées ».
Quand l'identité d'un cadavre est recherchée, les techniques mises en œuvre doivent respecter la dignité humaine dont tout corps, même mort, bénéficie (protection juridique prévue à l'article 16-1-1 du Code civil).

### Identification visuelle
Elle est utilisée lorsque l'état physique du cadavre est peu altéré. L'identification visuelle représente souvent un stress traumatique pour les proches et n'est pas toujours fiable à cause d'un biais de confirmation (l'espoir de retrouver au moins le corps). Aussi la plupart de ces méthodes  tendent à être remplacées ou systématiquement confirmées par d'autres procédés, comme les empreintes génétiques dans les pays les plus avancés.

Sur l'aspect historique de la reconnaissance visuelle, voir  

#### Photographie post-mortem
Afin d'identifier un cadavre, des services de police ou de médecine légale ont mis en ligne des photos post-mortem du visage de la personne décédée. Au niveau d'éventuelles blessures, ces photos post-mortem étaient retouchées avant d'être publiées. De la même manière, un cadavre démembré peut être modifié numériquement pour faire apparaître tous les membres attachés au reste du corps. La mise en ligne de ces photos n'est pas considérée comme la méthode la plus efficace, car le visage est souvent déformé en fonction des circonstances de la mort. Ce fut le cas de Grateful Doe (en) , tué dans un accident de voiture en 1995 ; le traumatisme extrême qu'il a subi l'a défiguré.
Le corps de Milwaukee County Jane Doe - une jeune femme trouvée en 1982 dans une rivière du Wisconsin, morte depuis plusieurs mois - a été préservé par les températures froides. Des photographies post-mortem ont été publiées sur un site Web par un médecin légiste, mais son visage, qui avait absorbé de l'eau et s'était décomposé, était gonflé et donc déformé.
Les masques mortuaires ont également été utilisés pour aider à l'identification ; on les considère comme plus précis, car ils sont censés refléter une «expression détendue», contrairement aux photos post-mortem prises à la découverte du cadavre. C'est particulièrement le cas du masque mortuaire - souriant - de L'Inconnue de la Seine, jeune noyée de la fin des années 1870. Cependant, à cause du poids du plâtre, un masque mortuaire tend à rendre les yeux trop enfoncés. D'autres artéfacts évoquent parfois les symptômes d'une maladie chronique. De ce fait le masque peut ne pas refléter l'aspect qu'avait le visage du vivant de la personne.

#### Reconstruction faciale
| |  |  |
| La reconstruction est considérée comme plus fiable que la photo post-mortem, surtout en cas de mort violente, s'agissant de donner l'image de la personne telle qu'elle était de son vivant. |  |  |

Lorsque le corps se trouve dans un état de décomposition avancé, ou après une mort violente, une reconstruction est parfois nécessaire. L'image obtenue est utile pour solliciter le concours du public pour l'identification, surtout si la publication de photos d'un cadavre devait se heurter à un tabou. Pour cette raison, on aura souvent recours à la reconstruction, même si le cadavre paraît d'emblée reconnaissable.
Un visage peut être reconstruit à l'aide d'un modèle tridimensionnel ou 2D, incluant des croquis ou des reconstructions numériques, comme pour les portraits-robots,. Des croquis ont été utilisés dans de nombreux dossiers. La portraitiste judiciaire Karen T. Taylor a développé sa propre méthode au cours des années 1980, avec des techniques beaucoup plus précises d'estimation des emplacements et de la taille d'éléments caractéristiques du crâne. Cette méthode a donné d'assez bons résultats.
Quand les restes, trop détériorés, ne permettent pas de faire un croquis en deux dimensions ou une reconstruction, en raison du manque de tissus sur les os, le National Center for Missing and Exploited Children a développé une méthode pour retrouver l'apparence du visage. Le crâne est placé dans un scanner et l'image obtenue est ensuite reprise par un logiciel de conception assistée par ordinateur en architecture (en) pour y ajouter numériquement des couches de tissus, en fonction de l'âge, du sexe et du groupe ethnique du défunt.

Les visages suivants illustrent différentes méthodes de reconstruction (tous les visages proviennent de cadavres non identifiés à ce jour) :

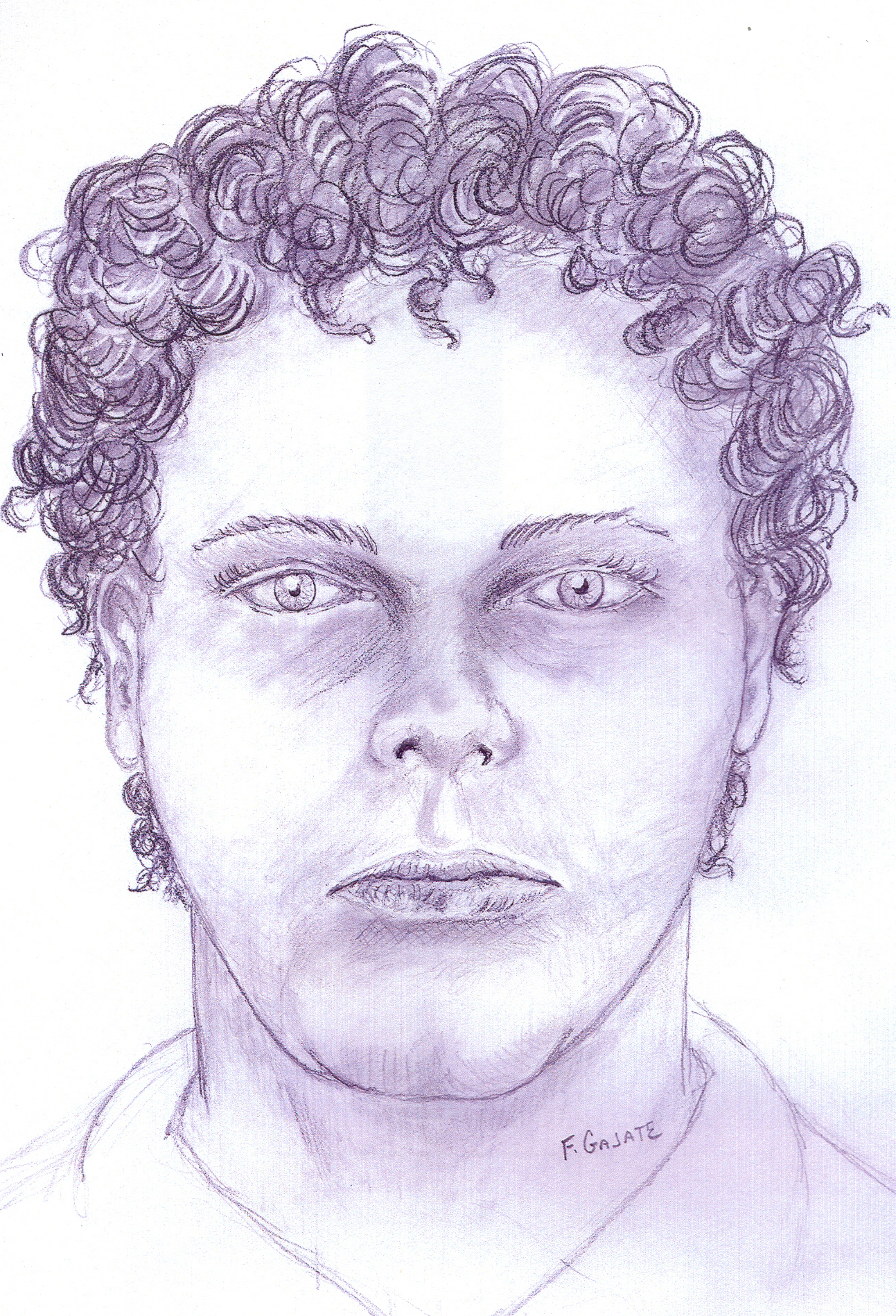
Croquis (Broward County John Doe (1979))
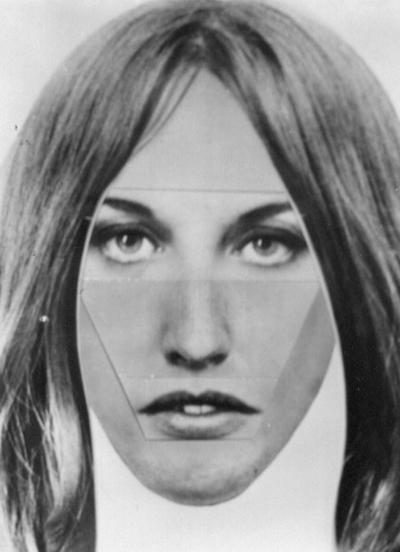
Reconstruction à partir d'un assemblage de photos du visage, méthode dite 'IdentiKit' (New Haven County Jane Doe)
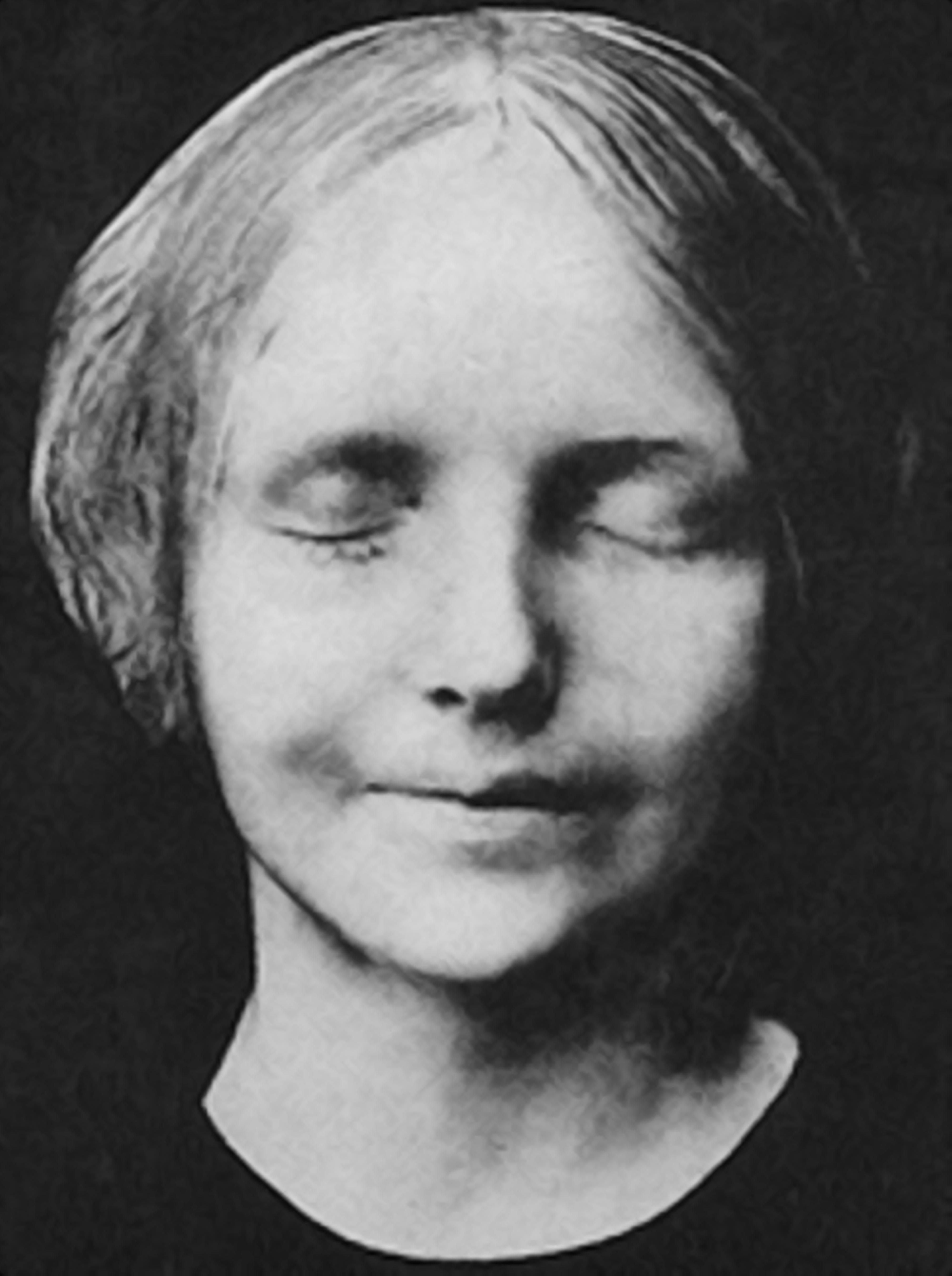
Masque mortuaire[Note 3] (L'Inconnue de la Seine)
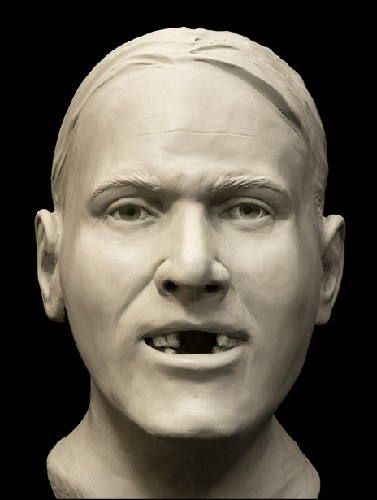
Reconstruction tridimensionnelle par modelage (Caroline County John Doe)
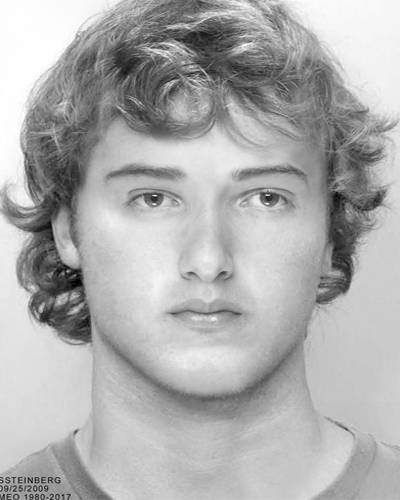
Portrait-robot (Pinellas County John Doe)
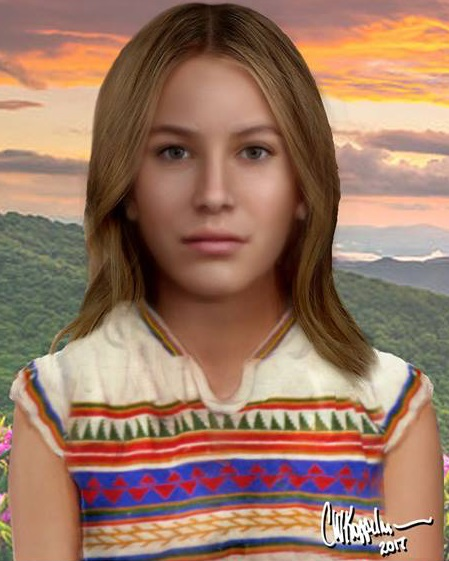
Reconstruction à partir d'une image de scanner (Lumberton Jane Doe)

Cette reconstruction faciale à partir d'un crâne pour diffusion auprès du public a été rarement utilisée car difficile à maîtriser , mais depuis les années 2010 il apparait que la reconstruction assistée par ordinateur pourrait être très utile et s'appliquer plus souvent dans les cas difficiles.

### Identifications médicolégales
Dans les cas plus complexes, un médecin légiste sera souvent impliqué dans l'identification du corps,. On s'appuie habituellement sur les empreintes digitales, le dossier des soins dentaires, les radiographies osseuses, l'autopsie, et les caractéristiques uniques de son ADN (empreinte génétique),.
L'analyse ADN est considérée comme la plus précise, mais elle n'était que peu utilisée avant les années 1990. L'ADN provient des follicules pileux, du sang, et d'autres tissus ou matériels biologiques.
Le corps peut également être identifié grâce à des données d'ordre médical, telles que taille et le poids, séquelles de maladies et d'actes chirurgicaux, cicatrices, tatouages, particularités anatomiques ou fractures,.

### Difficultés
La datation de la mort ne peut être précisé qu'avec une précision relative, de l'ordre d'une heure et demi, lorsque le décès est récent (moins de 24 h), elle devient très difficile pour les décès survenus il y a plusieurs jours ou plus, malgré l'apport de l'entomologie medico-légale.
La détermination de la taille est aussi très approximative, car la taille connue du vivant de la personne est souvent fausse pour plusieurs raisons : mesures non reproductibles, fausse déclaration (presque toujours par surévaluation), rapetissement à partir de 30 ans. Il existe des formules et des équations permettant de calculer la taille à partir de la longueur d'un ou plusieurs os longs, même fragmentés, mais avec des écarts-types de l'ordre d'au moins 3 cm.
La détermination de l'âge est le critère le plus difficile à déterminer. Le choix des techniques dépend de la tranche d'âge estimée approximative : pour les foetus (longueur des os longs), pour les enfants de moins de 10 ans (développement dentaire avec radiographies), pour les adolescents (zones d'ossifications des os en croissance), pour les adultes (plusieurs techniques associant des méthodes dentaires et osseuses, avec une erreur moyenne de l'ordre de 4 ans et demi). Cette erreur moyenne augmente avec l'âge, et la détermination des personnes âgées est très difficile (par exemple, on ne sait guère distinguer une personne morte à 60 ans d'une personne morte à 80).
Dans certains cas, comme celui de Colleen Orsborn en 1984, la véritable identité de la personne non identifiée a d'emblée été éliminée de l'affaire. Orsborn s'était cassé la jambe, mais le médecin légiste n'a pas retrouvé les traces de cette fracture. Il l'a donc exclue de l'affaire. Ce n'est qu'en 2011 que l'analyse ADN a confirmé qu'Orsborn était bien la victime découverte en 1984,.
Dans des dossiers comme celui de Racine County Jane Doe, une élimination a également fait l'objet de critiques : la solution 'Aundria Bowman', une adolescente disparue en 1989, qui ressemblait beaucoup au corps trouvé en 1999, a été écartée par le National Missing and Unidentified Persons System. Des utilisateurs du forum en ligne Websleuths (en) ont contesté cette décision.
Dans le cas de Lavender Doe, la mère d'une fille disparue était également en désaccord avec l'exclusion, à la suite de l'analyse génétique, de sa fille ; elle prétendait que la reconstruction de la victime ressemblait beaucoup à sa fille.
Les recherches médico-légales pourraient être favorisées par la création de bases de données nationales et internationales (personnes disparues, cadavres non-identifiés, ADN, données biomédicales…), ce qui peut aussi poser des problèmes éthiques (confidentialité, consentement…).

## Affaires célèbres

### Corps non identifiés

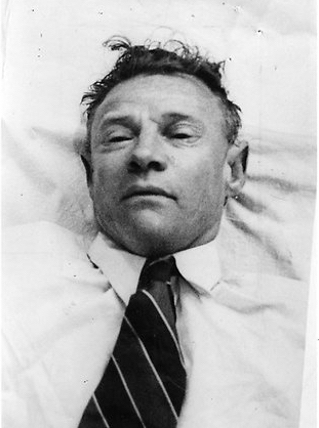
L'affaire Taman Shud concerne un homme trouvé en 1948 à Adélaïde (Australie).

- L'Inconnue de la Seine, France, non identifiée depuis 1875[44].
- Le mystère de Whitehall, Angleterre, non identifié depuis 1888[45].
- L'inconnue d'Isdal, Norvège, non identifiée depuis 1970[46].
- La Princesse perse (en), Pakistan, non identifiée depuis 1996[47].

### Corps finalement identifiés

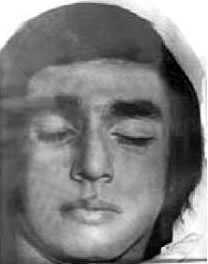
Jock Doe, trouvé aux États-Unis, pourrait être originaire du Canada, identifié comme James Freund.

- Pyjama Girl, assassinée en 1934 en Australie ; identifiée en 1944 comme étant Linda Agostini[48].
- Tent Girl, assassinée en 1968 ; identifiée en 1998 comme étant Barbara Ann Hackmann Taylor[49].
- Precious Doe, assassinée en 2001 ; identifiée en 2005 comme étant Erica Michelle Green[50].
- Ballarat Bandit, s'est suicidé en 2004 ; identifié en 2006 comme étant le Canadien George Robert Johnston[51].
- Baby Grace, assassinée en 2007 ; identifiée plus tard dans l'année comme étant Riley Ann Sawyers[52].
- DuPage Johnny Doe, assassiné en 2005 ; identifié en 2011 comme étant Atcel Olmedo[53].
- Baby Hope, assassinée en 1991 ; identifiée en 2013 comme étant Anjelica Castillo[54].
- Pearl Lady, trouvée dans la rivière Ohio en 2006 ; identifiée en 2014 comme étant Barbara Precht[55].
- Caledonia Jane Doe, trouvée assassinée en 1979 ; identifiée en 2015 comme étant Tammy Alexander[56].
- Grateful Doe, mort dans un accident de voiture en 1995 ; identifié en 2015 comme étant Jason Callahan[57].
- Buckskin Girl, trouvée assassinée en 1981 ; identifiée en 2018 comme étant Marcia King[58].
- La « petite martyre de l'A10 », retrouvée morte dans un fossé au bord de l'autoroute française A10 en août 1987, sur la commune de Suèvres (Loir-et-Cher), où elle est inhumée. Identifiée en 2018 comme étant Inass Touloub, 4 ans[59].
- Crâne humain trouvé le 7 septembre 2017 ; identifié en décembre 2017 comme étant celui d'Arthur Noyer[60].
- Orange Socks, Texas, États-Unis, inconnue de 1979[61] à 2019, identifiée comme étant Debra Jackson.
- James Freund et Pamela Buckley, les inconnus du Comté de Sumter (en), États-Unis, non identifiés depuis 1976[62], identifiés en 2021.
- Evelyn Colòn, autrefois connue sous le pseudonyme de Beth Doe, dont le cadavre démembré a été retrouvé en 1976 ; identifiée en 2021[réf. nécessaire].
- Little Miss Nobody, trouvée morte le 31 juillet 1960, identifiée en 2022 comme étant Sharon Lee Gallegos une petite fille de 4 ans ayant disparu 21 juillet 1960[réf. nécessaire].
- L'inconnue de Verdun, retrouvée morte le 29 mars 1989 et exhumée en novembre 2004 dans l'affaire du tueur en série Michel Fourniret, identifiée en 2022 par le youtubeur Infocrimes comme étant Elisabeth Wessels, portée disparue depuis le 21 février 1989[63].
- Boy in the box, retrouvé dans une boîte le 25 février 1957, identifié en 2022 comme étant Joseph Augustus Zarelli, 4 ans au moment de sa mort.
- La Dame des Dunes, assassinée en 1974, identifiée comme étant Ruth Marie Terry en 2022.
- L'affaire Taman Shud, Australie, non identifié depuis 1948, identifiée comme étant Charles Webb en 2022[64].